# Mönichkirchen
Mönichkirchen – gmina targowa w Austrii, w kraju związkowym Dolna Austria, w powiecie Neunkirchen. Liczy 14 833 mieszkańców (1 stycznia 2014).